# Cleóbulo de Lindos
Cleóbulo (en griego: Κλεόβουλος, Kleoboulos) fue un poeta griego del siglo VI a. C. nativo de Lindos, y uno de los Siete Sabios de Grecia.

## Biografía
Según Plutarco y Clemente de Alejandría, gobernó en Lindos, en la isla griega de Rodas.
A él se atribuye la máxima «La moderación es lo mejor». También se conoce su aforismo «Aceptar la injusticia no es una virtud, sino todo lo contrario».
Se dice que vivió hasta los setenta años y que fue muy distinguido, tanto por su fuerza física como por su hermosura. Existe un túmulo de piedra en el cabo norte de la bahía de Lindos que a veces es llamado la tumba de Cleóbulo.
Su hija Eumetis, o Cleobulina, alcanzó también cierta notoriedad como autora de enigmas en hexámetros.